# ABU Robocon 2004
Robocon Seoul 2004 là cuộc thi Robocon được tổ chức lần thứ ba của Hiệp hội Phát thanh Truyền hình châu Á - Thái Bình Dương (ABU), với vòng chung kết diễn ra tại Seoul, Hàn Quốc. Cuộc thi lần này mang chủ đề "Cuộc hội ngộ của Ngưu Lang - Chức Nữ".

## Luật thi
Trong vòng 3 phút, các robot sẽ mang các gói quà đặt vào các vị trí khác nhau để lấy điểm thưởng, xây nốt cây cầu còn dang dở để giúp Ngưu Lang, Chức Nữ đoàn tụ. Robot bằng tay bắc cầu Ô Thước để robot tự động mang quà vàng từ vùng Ngưu Lang tới vùng Chức Nữ. Một đội sẽ giành chiến thắng tuyệt đối khi robot tự động đặt gói quà màu vàng lên bàn tay Chức Nữ. Chiến thắng tuyệt đối được gọi là "Reunion" (Đoàn tụ).

## Các đội tham dự
| STT | Quốc gia   | Trường đại học đại diện                          | Đài truyền hình                             |
| --- | ---------- | ------------------------------------------------ | ------------------------------------------- |
| 1   | Brunei     | Cao đẳng Cơ khí Jefri Bolkiah                    | Đài phát thanh truyền hình Brunei           |
| 2   | Trung Quốc | Đại học Khoa học Công nghệ Tây Nam               | Đài truyền hình Trung ương Trung Quốc       |
| 3   | Ai Cập     | Học viện Khoa học Công nghệ Ả Rập                | Hiệp hội phát thanh truyền hình Ai Cập      |
| 4   | Fiji       | Đại học Nam Thái Bình Dương                      | Công ty TNHH truyền hình Fiji               |
| 5   | Hồng Kông  | Đại học Hồng Kông                                | Đài phát thanh truyền hình Hồng Kông        |
| 6   | Ấn Độ      | Học viện Vivekanand                              | Doordarshan                                 |
| 7   | Indonesia  | Học viện Bách khoa Kỹ thuật Điện tử Surabaya     | Televisi Republik Indonesia                 |
| 8   | Iran       | Trung tâm Văn hóa Giáo dục và Nghiên cứu Hàn lâm | Hãng truyền thông Cộng hòa Hồi giáo Iran    |
| 9   | Nhật Bản   | Đại học Tokyo                                    | NHK                                         |
| 10  | Hàn Quốc 1 | Đại học Quốc gia Chungnam                        | Hệ thống truyền thông Hàn Quốc              |
| 11  | Hàn Quốc 2 | Học viện Công nghệ Induk                         | Hệ thống truyền thông Hàn Quốc              |
| 12  | Ma Cao     | Đại học Ma Cao                                   | Teledifusao de Macau, S.A.                  |
| 13  | Malaysia   | Đại học Công nghệ Malaysia                       | Đài phát thanh truyền hình Malaysia         |
| 14  | Mông Cổ    | Đại học Khoa học Công nghệ Mông Cổ               | Đài phát thanh truyền hình Cộng hòa Mông Cổ |
| 15  | Nepal      | Đại học Tribhuvan IOE                            | Đài truyền hình Nepal                       |
| 16  | Pakistan   | Đại học Khoa học Công nghệ Quốc gia              | PTV                                         |
| 17  | Sri Lanka  | Đại học Moratuwa                                 | Công ty TNHH Mạng truyền hình độc lập       |
| 18  | Thái Lan   | Cao đẳng Kỹ thuật Samut Songkram                 | TV Pool of Thailand                         |
| 19  | Thổ Nhĩ Kỳ | Đại học Gazi                                     | TRT                                         |
| 20  | Việt Nam   | Đại học Bách khoa Thành phố Hồ Chí Minh          | Đài truyền hình Việt Nam                    |
| 21  | Campuchia  | Trường Đại học Campuchia                         |                                             |

## Các bảng đấu
| Bảng A    | Bảng B     | Bảng C   | Bảng D    | Bảng E     | Bảng F     | Bảng G     |
| --------- | ---------- | -------- | --------- | ---------- | ---------- | ---------- |
| Nepal     | Hàn Quốc 1 | Ấn Độ    | Sri Lanka | Ai Cập     | Mông Cổ    | Pakistan   |
| Hồng Kông | Brunei     | Malaysia | Nhật Bản  | Hàn Quốc 2 | Trung Quốc | Thổ Nhĩ Kỳ |
| Indonesia | Iran       | Fiji     | Việt Nam  | Thái Lan   | Ma Cao     | Campuchia  |

## Vòng đấu bảng
|  | Đội tuyển đi tiếp vào vòng trong |

### Bảng A
| đội tuyển | Số trận | Thắng | Thua | Điểm | Reunion |
| --------- | ------- | ----- | ---- | ---- | ------- |
| Indonesia | 2       | 2     | 0    | 35   | 0       |
| Hồng Kông | 2       | 1     | 1    | 12   | 0       |
| Nepal     | 2       | 0     | 2    | 5    | 0       |

| {{{ngày}}} | Nepal | 0–6 | Hồng Kông | {{{nhà thi đấu}}} |
|            |       |     |           |                   |

| {{{ngày}}} | Hồng Kông | 6–19 | Indonesia | {{{nhà thi đấu}}} |
|            |           |      |           |                   |

| {{{ngày}}} | Nepal | 5–16 | Indonesia | {{{nhà thi đấu}}} |
|            |       |      |           |                   |

### Bảng B
| đội tuyển  | Số trận | Thắng | Thua | Điểm | Reunion |
| ---------- | ------- | ----- | ---- | ---- | ------- |
| Hàn Quốc 1 | 2       | 2     | 0    | 26   | 2       |
| Iran       | 2       | 1     | 1    | 13   | 0       |
| Brunei     | 2       | 0     | 2    | 0    | 0       |

| {{{ngày}}} | Hàn Quốc 1 | R(13)–0 | Brunei | {{{nhà thi đấu}}} |
|            |            |         |        |                   |

| {{{ngày}}} | Brunei | 0–14 | Iran | {{{nhà thi đấu}}} |
|            |        |      |      |                   |

| {{{ngày}}} | Hàn Quốc 1 | R(13)–-1 | Iran | {{{nhà thi đấu}}} |
|            |            |          |      |                   |

### Bảng C
| đội tuyển | Số trận | Thắng | Thua | Điểm | Reunion |
| --------- | ------- | ----- | ---- | ---- | ------- |
| Malaysia  | 2       | 2     | 0    | 40   | 1       |
| Ấn Độ     | 2       | 1     | 1    | 26   | 0       |
| Fiji      | 2       | 0     | 2    | -2   | 0       |

| {{{ngày}}} | Ấn Độ | 10–R(28) | Malaysia | {{{nhà thi đấu}}} |
|            |       |          |          |                   |

| {{{ngày}}} | Malaysia | 12–0 | Fiji | {{{nhà thi đấu}}} |
|            |          |      |      |                   |

| {{{ngày}}} | Ấn Độ | 16–-2 | Fiji | {{{nhà thi đấu}}} |
|            |       |       |      |                   |

### Bảng D
| đội tuyển | Số trận | Thắng | Thua | Điểm | Reunion |
| --------- | ------- | ----- | ---- | ---- | ------- |
| Việt Nam  | 2       | 2     | 0    | 44   | 1       |
| Nhật Bản  | 2       | 1     | 1    | 43   | 0       |
| Sri Lanka | 2       | 0     | 2    | 0    | 0       |

| {{{ngày}}} | Sri Lanka | 0–27 | Nhật Bản | {{{nhà thi đấu}}} |
|            |           |      |          |                   |

| {{{ngày}}} | Nhật Bản | 16–R(26) | Việt Nam | {{{nhà thi đấu}}} |
|            |          |          |          |                   |

| {{{ngày}}} | Sri Lanka | 0–18 | Việt Nam | {{{nhà thi đấu}}} |
|            |           |      |          |                   |

### Bảng E
| đội tuyển  | Số trận | Thắng | Thua | Điểm | Reunion |
| ---------- | ------- | ----- | ---- | ---- | ------- |
| Thái Lan   | 2       | 2     | 0    | 30   | 2       |
| Ai Cập     | 2       | 1     | 1    | 22   | 0       |
| Hàn Quốc 2 | 2       | 0     | 2    | 4    | 0       |

| {{{ngày}}} | Ai Cập | 22–5 | Hàn Quốc 2 | {{{nhà thi đấu}}} |
|            |        |      |            |                   |

| {{{ngày}}} | Hàn Quốc 2 | -1–R(15) | Thái Lan | {{{nhà thi đấu}}} |
|            |            |          |          |                   |

| {{{ngày}}} | Ai Cập | 0–R(15) | Thái Lan | {{{nhà thi đấu}}} |
|            |        |         |          |                   |

### Bảng F
| đội tuyển  | Số trận | Thắng | Thua | Điểm | Reunion |
| ---------- | ------- | ----- | ---- | ---- | ------- |
| Trung Quốc | 2       | 2     | 0    | 38   | 1       |
| Mông Cổ    | 2       | 1     | 1    | 23   | 1       |
| Ma Cao     | 2       | 0     | 2    | 11   | 0       |

| {{{ngày}}} | Mông Cổ | 9–R(15) | Trung Quốc | {{{nhà thi đấu}}} |
|            |         |         |            |                   |

| {{{ngày}}} | Trung Quốc | 23–5 | Ma Cao | {{{nhà thi đấu}}} |
|            |            |      |        |                   |

| {{{ngày}}} | Mông Cổ | R(14)–6 | Ma Cao | {{{nhà thi đấu}}} |
|            |         |         |        |                   |

### Bảng G
| đội tuyển           | Số trận | Thắng | Thua | Điểm | Reunion |
| ------------------- | ------- | ----- | ---- | ---- | ------- |
| Thổ Nhĩ Kỳ          | 2       | 1     | 1    | 5    | 0       |
| Pakistan            | 2       | 1     | 1    | 5    | 0       |
| Campuchia (Bỏ cuộc) | 0       | 0     | 0    | 0    | 0       |

| {{{ngày}}} | Pakistan | 3–(-3) | Thổ Nhĩ Kỳ | {{{nhà thi đấu}}} |
|            |          |        |            |                   |

| {{{ngày}}} | Thổ Nhĩ Kỳ | 8–2 | Pakistan | {{{nhà thi đấu}}} |
|            |            |     |          |                   |

## Vòng đấu loại trực tiếp
|  | Tứ kết     | Tứ kết     |            |        | Bán kết | Bán kết |  |  | Chung kết | Chung kết |
|  |            |            |            |        |         |         |  |  |           |           |
|  |            |            |            |        |         |         |  |  |           |           |
|  |            |            |            |        |         |         |  |  |           |           |
|  | Indonesia  | 9          |            |        |         |         |  |  |           |           |
|  | Indonesia  | 9          |            |        |         |         |  |  |           |           |
|  | Hàn Quốc 1 | 13         |            |        |         |         |  |  |           |           |
|  | Hàn Quốc 1 | 13         | Hàn Quốc 1 | 3      |         |         |  |  |           |           |
|  |            |            | Hàn Quốc 1 | 3      |         |         |  |  |           |           |
|  |            |            | Việt Nam   | R (15) |         |         |  |  |           |           |
|  | Malaysia   | 8          | Việt Nam   | R (15) |         |         |  |  |           |           |
|  | Malaysia   | 8          |            |        |         |         |  |  |           |           |
|  | Việt Nam   | 14         |            |        |         |         |  |  |           |           |
|  | Việt Nam   | 14         | Việt Nam   | R (18) |         |         |  |  |           |           |
|  |            |            | Việt Nam   | R (18) |         |         |  |  |           |           |
|  |            | Trung Quốc | 12         |        |         |         |  |  |           |           |
|  | Thái Lan   | Trung Quốc | 12         | -3     |         |         |  |  |           |           |
|  | Thái Lan   |            |            | -3     |         |         |  |  |           |           |
|  | Trung Quốc | 0          |            |        |         |         |  |  |           |           |
|  | Trung Quốc | 0          | Trung Quốc | R (18) |         |         |  |  |           |           |
|  |            |            | Trung Quốc | R (18) |         |         |  |  |           |           |
|  |            |            | Mông Cổ    | 3      |         |         |  |  |           |           |
|  | Thổ Nhĩ Kỳ | 3          | Mông Cổ    | 3      |         |         |  |  |           |           |
|  | Thổ Nhĩ Kỳ | 3          |            |        |         |         |  |  |           |           |
|  | Mông Cổ    | R (12)     |            |        |         |         |  |  |           |           |
|  | Mông Cổ    | R (12)     |            |        |         |         |  |  |           |           |
|  |            |            |            |        |         |         |  |  |           |           |

## Kết quả
| Vô địch Robocon Seoul 2004 FXR Đại học Bách khoa Thành phố Hồ Chí Minh - Việt Nam Lần thứ hai |

- Giải nhì: Trung Quốc
- Giải ba: Hàn Quốc 1 và Mông Cổ

### Các giải phụ
- Giải thưởng của Hiệp hội Phát thanh Truyền hình châu Á -Thái Bình Dương: Mông Cổ
- Giải Ý tưởng xuất sắc nhất: Việt Nam. Đội FXR từ Đại học Bách Khoa Thành phố Hồ Chí Minh giành chiến thắng với ý tưởng sử dụng robot cản phá để chặn đường cầu Ô Thước của đối thủ, trong khi tiến hành xây cầu bên mình để robot đưa quà tiếp cận đích. Ngoại trừ trận chung kết khu vực tại Việt Nam (cả hai đội không sử dụng robot cản phá), FXR áp dụng ý tưởng này để giành chiến thắng tuyệt đối chỉ trong vòng 60 giây mỗi trận.
- Giải Kỹ thuật tốt nhất: Trung Quốc
- Giải Thiết kế tốt nhất: Nhật Bản